# Sansan
Sansan is een gemeente in het Franse departement Gers (regio Occitanie) en telt 95 inwoners (2009). De plaats maakt deel uit van het arrondissement Auch.

## Geografie
De oppervlakte van Sansan bedraagt 3,7 km², de bevolkingsdichtheid is dus 25,7 inwoners per km².
De onderstaande kaart toont de ligging van Sansan met de belangrijkste infrastructuur en aangrenzende gemeenten.

## Demografie
Onderstaande figuur toont het verloop van het inwonertal (bron: INSEE-tellingen).

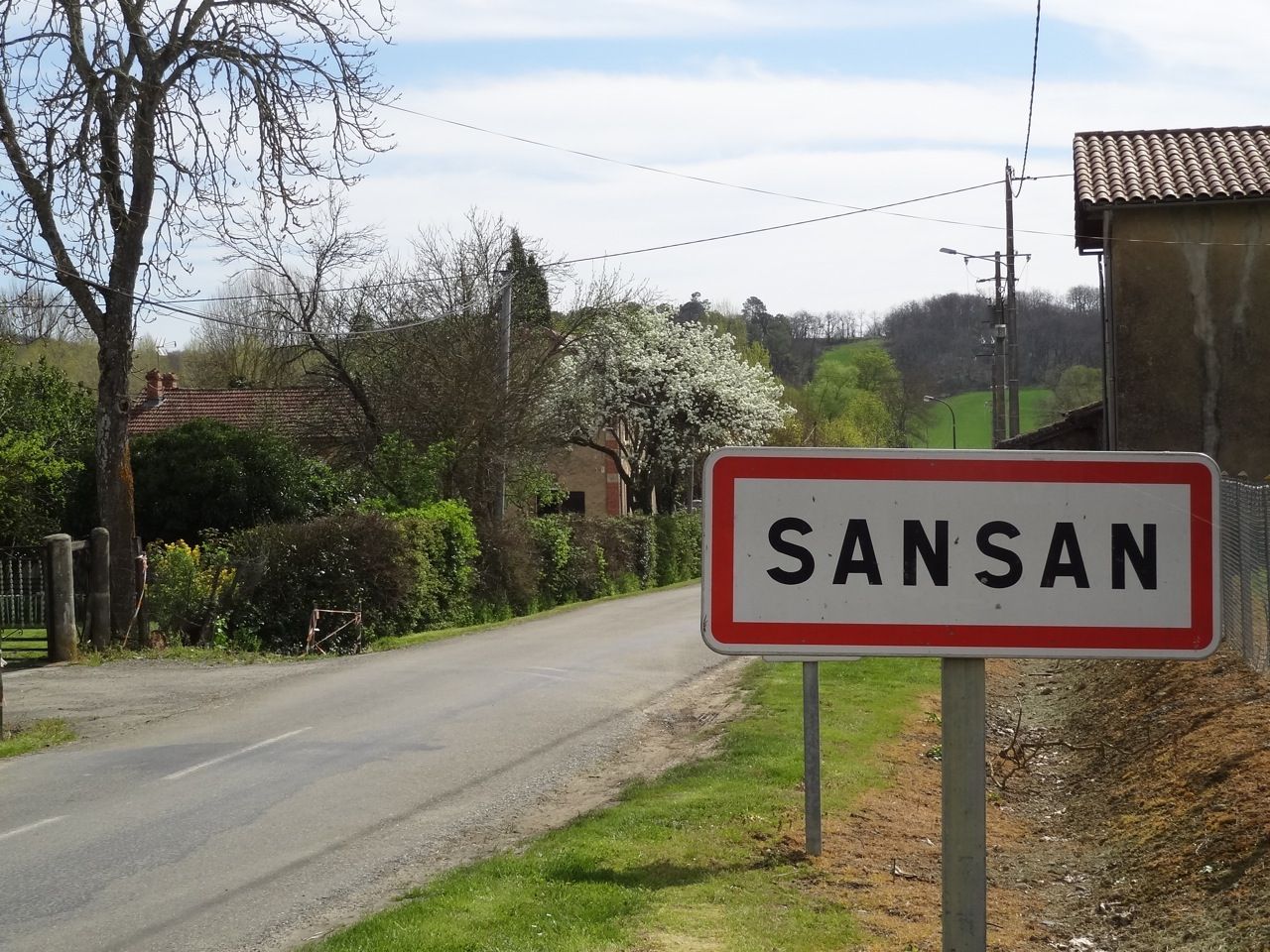
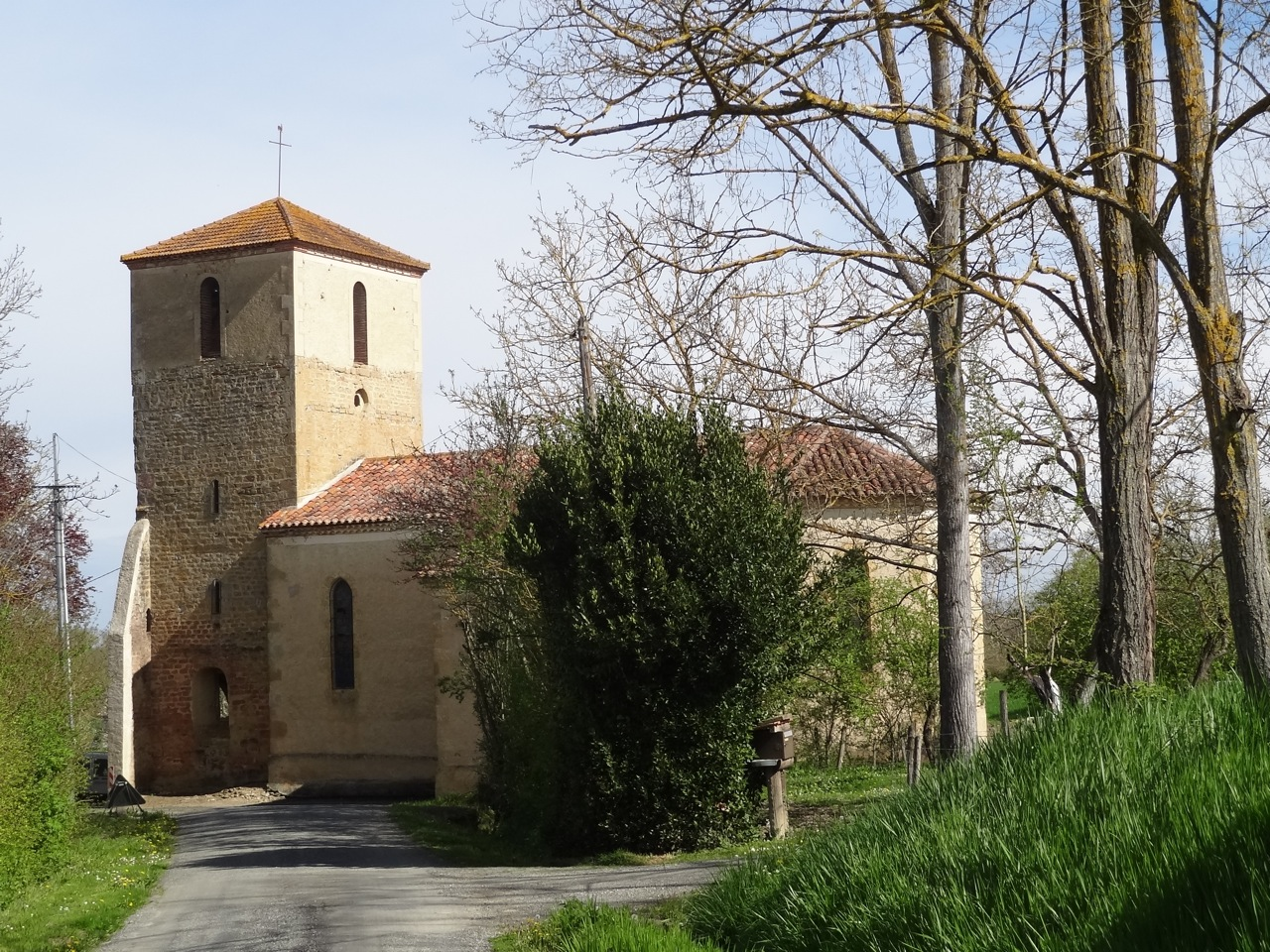

1. ↑  Populations de référence 2022.